# Lenni-Lenape

Lapowinsa, Opperhoofd van de Lenape, 1737

De Lenape of Lenni-Lenape (die later "Delawares" genoemd werden door de Europeanen) waren, rond 1600, een verzameling van losjes georganiseerde inheemse volken in het gebied van de beneden-Hudson en de Delaware. Het volk bestaat uit onder andere de volgende afdelingen: Minsi, Minisink (Munsee) en Muheconneok (Mahican: niet te verwarren met de Mohegan).
De Lenni-Lenape werden en worden gezien als de oudste loot aan de stam van de Anishinaabe (Ojibweg), een verzameling van Algonkischsprekende volkeren in Noordoost-Amerika. De Anishinaabe-volkeren, waaronder de Ojibweg, de Odaawaag, de Bodewadmik en de Omàmiwininiwak (Algonkin), en aan hen verwante volkeren zoals de Shawnee en de Abenaki, beschouwen de Lenni-Lenape nog altijd als hun Grootvader, voorzitter van het Algonkische raadsvuur.
De Lenni-Lenape beoefenden kleinschalige landbouw om hun verder nogal zwervende bestaan van jager-verzamelaars aan te vullen. De Lenape-indianen waren de oorspronkelijke bewoners van het gebied van de baai van New York en de Delaware-vallei, tot het moment dat de eerste Nederlandse kolonisten voet aan wal zetten in het gebied. Hun Algonquian-taal staat ook bekend als Lenape of Delaware.
De woorden moccasin, powwow, squaw, tomahawk en totem zijn uit deze taal afkomstig.
Tegenwoordig leven er Lenni-Lenape-gemeenschappen in de staten Colorado, Delaware, Kansas, New Jersey, Ohio, Oklahoma, Pennsylvania en Wisconsin, en in de Canadese provincie Ontario.

## Geschiedenis
Volgens de Choctaw overlevering kwamen de Lenni-Lenape oorspronkelijk uit West-Amerika en trokken ze naar de oevers van de Namesi Sipu (River of Fish, visrivier, Mississippi), waar ze de Mengwe ontmoetten, en de Allegewi (Alleghan). Volgens James Athearn Jones vertelden de Lenape, dat de Alleghan een zeer machtig volk betrof, dat woonde in grote dorpen, omgeven door hoge muren. Ze waren erg lang - zo lang dat het hoofd van de langste Lenape niet tot hun armen kwam, en hun vrouwen waren groter van gestalte en hadden zwaardere ledematen dan de langste man van de confederatie van naties.
Henry Schoolcraft schreef: 'Het oudste volk van de Verenigde Staten, waarover een onderscheiden traditie bestaat, waren de Alleghan. De term is vereeuwigd in de belangrijkste bergketen die door het land loopt. Dit volk, in een lang vervlogen tijd, had haar zetel van macht in de Ohio-vallei en de zijrivieren, die de sites vormden van hun talloze steden en dorpen. Volgens de tradities van de Lenape, doorgegeven aan Moravische missionarissen (..) waren de Alleghan een sterk en machtig volk geweest, in staat tot grote inspanningen en wonderen.'
John Heckewelder, assistent van de Moravische missionaris David Zeisberger, meldde over de Alleghan: 'Ze waren naar zeggen opmerkelijk lang en moedig, en er is een traditie dat er reuzen onder hen waren, mensen met een grotere lengte dan de langste van de Lenape'
Samen met de Mengwe zouden de Lenape de Alleghan hebben verslagen.